# Qiangopatrobus
Qiangopatrobus is een geslacht van kevers uit de familie van de loopkevers (Carabidae). De wetenschappelijke naam van het geslacht is voor het eerst geldig gepubliceerd in 2002 door Zamotajlov.

## Soorten
Het geslacht Qiangopatrobus omvat de volgende soorten:
- Qiangopatrobus andrewesi (Zamotajlov, 1990)
- Qiangopatrobus dentatus (Zamotajlov & Sawada, 1996)
- Qiangopatrobus koiwayai (Zamotajlov & Sawada, 1996)